# Diadumene cincta
Diadumene cincta är en havsanemonart som beskrevs av Stephenson 1925. Diadumene cincta ingår i släktet Diadumene och familjen Diadumenidae. Arten är reproducerande i Sverige. Inga underarter finns listade i Catalogue of Life.